# Коутс (Північна Кароліна)
Коутс (англ. Coats) — місто (англ. town) в США, в окрузі Гарнетт штату Північна Кароліна. Населення — 2155 осіб (2020).

## Географія
Коутс розташований за координатами 35°24′25″ пн. ш. 78°40′7″ зх. д. / 35.40694° пн. ш. 78.66861° зх. д. (35.407066, -78.668540).  За даними Бюро перепису населення США в 2010 році місто мало площу 3,71 км², уся площа — суходіл.

## Демографія
Згідно з переписом 2010 року, у місті мешкало 2112 осіб у 836 домогосподарствах у складі 535 родин. Густота населення становила 569 осіб/км².  Було 935 помешкань (252/км²).
Расовий склад населення:
| - 72,3 % — білих - 12,2 % — чорних або афроамериканців - 0,9 % — корінних американців - 0,2 % — азіатів - 11,5 % — осіб інших рас |

До двох чи більше рас належало 2,9 %. Частка іспаномовних становила 16,4 % від усіх жителів.
За віковим діапазоном населення розподілялося таким чином: 24,6 % — особи молодші 18 років, 62,7 % — особи у віці 18—64 років, 12,7 % — особи у віці 65 років та старші. Медіана віку мешканця становила 34,2 року. На 100 осіб жіночої статі у місті припадало 99,8 чоловіків;  на 100 жінок у віці від 18 років та старших — 97,0 чоловіків також старших 18 років.
Середній дохід на одне домашнє господарство  становив 44 843 долари США (медіана — 34 732), а середній дохід на одну сім'ю — 52 366 доларів (медіана — 50 938). Медіана доходів становила 30 202 долари для чоловіків та 29 565 доларів для жінок. За межею бідності перебувало 32,8 % осіб, у тому числі 49,1 % дітей у віці до 18 років та 8,0 % осіб у віці 65 років та старших.
Цивільне працевлаштоване населення становило 1127 осіб. Основні галузі зайнятості: освіта, охорона здоров'я та соціальна допомога — 22,7 %, виробництво — 13,3 %, будівництво — 13,3 %.